# ISO/CEI 8859-2
La norme de codage des caractères ISO/CEI 8859-2 (latin-2 ou européen central) prend en charge les langues d'Europe centrale ou de l'Est basées sur un alphabet romain. Ceci inclut le bosnien, le croate, le polonais, le tchèque, le slovaque, le slovène et le hongrois. Le symbole de l'euro manquant est présent dans la version ISO/CEI 8859-16.

## Tableau
Le jeu de caractères complet est présenté dans le tableau ci-après.
| ISO/CEI 8859-2:1999 | ISO/CEI 8859-2:1999 | ISO/CEI 8859-2:1999 | ISO/CEI 8859-2:1999 | ISO/CEI 8859-2:1999 | ISO/CEI 8859-2:1999 | ISO/CEI 8859-2:1999 | ISO/CEI 8859-2:1999 | ISO/CEI 8859-2:1999 | ISO/CEI 8859-2:1999 | ISO/CEI 8859-2:1999 | ISO/CEI 8859-2:1999 | ISO/CEI 8859-2:1999 | ISO/CEI 8859-2:1999 | ISO/CEI 8859-2:1999 | ISO/CEI 8859-2:1999 | ISO/CEI 8859-2:1999 |
|                     | x0                  | x1                  | x2                  | x3                  | x4                  | x5                  | x6                  | x7                  | x8                  | x9                  | xA                  | xB                  | xC                  | xD                  | xE                  | xF                  |
| ------------------- | ------------------- | ------------------- | ------------------- | ------------------- | ------------------- | ------------------- | ------------------- | ------------------- | ------------------- | ------------------- | ------------------- | ------------------- | ------------------- | ------------------- | ------------------- | ------------------- |
| 0x                  | inutilisé           | inutilisé           | inutilisé           | inutilisé           | inutilisé           | inutilisé           | inutilisé           | inutilisé           | inutilisé           | inutilisé           | inutilisé           | inutilisé           | inutilisé           | inutilisé           | inutilisé           | inutilisé           |
| 1x                  | inutilisé           | inutilisé           | inutilisé           | inutilisé           | inutilisé           | inutilisé           | inutilisé           | inutilisé           | inutilisé           | inutilisé           | inutilisé           | inutilisé           | inutilisé           | inutilisé           | inutilisé           | inutilisé           |
| 2x                  | SP                  | !                   | "                   | #                   | $                   | %                   | &                   | '                   | (                   | )                   | *                   | +                   | ,                   | -                   | .                   | /                   |
| 3x                  | 0                   | 1                   | 2                   | 3                   | 4                   | 5                   | 6                   | 7                   | 8                   | 9                   | :                   | ;                   | <                   | =                   | >                   | ?                   |
| 4x                  | @                   | A                   | B                   | C                   | D                   | E                   | F                   | G                   | H                   | I                   | J                   | K                   | L                   | M                   | N                   | O                   |
| 5x                  | P                   | Q                   | R                   | S                   | T                   | U                   | V                   | W                   | X                   | Y                   | Z                   | [                   | \                   | ]                   | ^                   | _                   |
| 6x                  | `                   | a                   | b                   | c                   | d                   | e                   | f                   | g                   | h                   | i                   | j                   | k                   | l                   | m                   | n                   | o                   |
| 7x                  | p                   | q                   | r                   | s                   | t                   | u                   | v                   | w                   | x                   | y                   | z                   | {                   | \|                  | }                   | ~                   |                     |
| 8x                  | inutilisé           | inutilisé           | inutilisé           | inutilisé           | inutilisé           | inutilisé           | inutilisé           | inutilisé           | inutilisé           | inutilisé           | inutilisé           | inutilisé           | inutilisé           | inutilisé           | inutilisé           | inutilisé           |
| 9x                  | inutilisé           | inutilisé           | inutilisé           | inutilisé           | inutilisé           | inutilisé           | inutilisé           | inutilisé           | inutilisé           | inutilisé           | inutilisé           | inutilisé           | inutilisé           | inutilisé           | inutilisé           | inutilisé           |
| Ax                  | NBSP                | Ą                   | ˘                   | Ł                   | ¤                   | Ľ                   | Ś                   | §                   | ¨                   | Š                   | Ş                   | Ť                   | Ź                   | SHY                 | Ž                   | Ż                   |
| Bx                  | °                   | ą                   | ˛                   | ł                   | ´                   | ľ                   | ś                   | ˇ                   | ¸                   | š                   | ş                   | ť                   | ź                   | ˝                   | ž                   | ż                   |
| Cx                  | Ŕ                   | Á                   | Â                   | Ă                   | Ä                   | Ĺ                   | Ć                   | Ç                   | Č                   | É                   | Ę                   | Ë                   | Ě                   | Í                   | Î                   | Ď                   |
| Dx                  | Đ                   | Ń                   | Ň                   | Ó                   | Ô                   | Ő                   | Ö                   | ×                   | Ř                   | Ů                   | Ú                   | Ű                   | Ü                   | Ý                   | Ţ                   | ß                   |
| Ex                  | ŕ                   | á                   | â                   | ă                   | ä                   | ĺ                   | ć                   | ç                   | č                   | é                   | ę                   | ë                   | ě                   | í                   | î                   | ď                   |
| Fx                  | đ                   | ń                   | ň                   | ó                   | ô                   | ő                   | ö                   | ÷                   | ř                   | ů                   | ú                   | ű                   | ü                   | ý                   | ţ                   | ˙                   |